# Андрианов, Илья Филиппович
Илья́ Фили́ппович Андриа́нов (3 августа 1918 года — 31 января 1997 года) — советский лётчик-истребитель, участник Великой Отечественной войны, командир эскадрильи 153-го гвардейского истребительного авиационного полка 12-й гвардейской истребительной авиационной дивизии 1-го гвардейского штурмового авиационного корпуса 5-й воздушной армии 2-го Украинского фронта, гвардии капитан.
Герой Советского Союза (19.08.1944), полковник запаса.

## Биография
Родился 3 августа 1918 года в селе Канищево (ныне микрорайон города Рязани) в семье крестьянина. Русский. Член ВКП(б)/КПСС с 1942 года. Окончил неполную среднюю школу и школу ФЗУ связи в Рязани. Работал на заводе, учился в аэроклубе.
В Красной Армии с 1940 года. В 1941 году окончил Батайскую военно-авиационную школу пилотов. С началом Великой Отечественной войны на фронте.
Свою первую победу И. Ф. Андрианов одержал 29 ноября 1941 года, атаковав в лоб и длинной очередью по кабине He-111, который сразу вошёл в крутое пике и через секунды исчез в облаке мощного взрыва…
Зимой 1942 года его «ишачок» был настигнут пушечной очередью и буквально рассыпался на пробеге. К счастью, отважный лётчик остался жив и, несмотря на полученные травмы, через несколько дней вернулся к боевой работе…
В ходе Курской битвы был назначен командиром эскадрильи. Сражался в небе над Днепром, над Украиной, Молдавией, Польшей, Чехословакией и Германией.
Командир эскадрильи 153-го гвардейского истребительного авиационного полка (12-я гвардейская истребительная авиационная дивизия, 1-й гвардейский штурмовой авиационный корпус, 5-я воздушная армия, 2-й Украинский фронт) гвардии капитан Илья Андрианов к июню 1944 года совершил 303 боевых вылета, в 65 воздушных боях сбил 17 самолётов противника.
Указом Президиума Верховного Совета СССР от 19 августа 1944 года
за образцовое выполнение боевых заданий Командования на фронте борьбы с немецкими захватчиками и проявленные при этом отвагу и геройство

гвардии капитану Илье Филипповичу Андрианову присвоено звание Героя Советского Союза с вручением ордена Ленина и медали «Золотая Звезда» (№ 4276).
Всего за годы войны И. Ф. Андрианов совершил 386 боевых вылетов на И-16, ЛаГГ-3 и «яках», в 77 воздушных боях сбил 21 самолёт противника лично и 1 в паре.
После войны отважный лётчик продолжал службу в ВВС СССР. Был командиром авиационного полка. Летал на реактивных боевых машинах. Среди лётчиков его полка был Владимир Комаров, впоследствии выдающийся советский космонавт. С 1955 года полковник И. Ф. Андрианов — в запасе.
Жил и работал в городе Рязани. Скончался 31 января 1997 года.

## Награды
- Медаль «Золотая Звезда» Героя Советского Союза (№ 4276)
- Орден Ленина
- Три ордена Красного Знамени
- Орден Александра Невского
- Два ордена Отечественной войны I степени
- Орден Красной Звезды
- Медали, в том числе:
  - Медаль «За победу над Германией в Великой Отечественной войне 1941—1945 гг.»
  - Юбилейная медаль «Двадцать лет Победы в Великой Отечественной войне 1941—1945 гг.»
  - Юбилейная медаль «Тридцать лет Победы в Великой Отечественной войне 1941—1945 гг.»
  - Юбилейная медаль «Сорок лет Победы в Великой Отечественной войне 1941—1945 гг.»

## Память
- 5 мая 2010 года на фасаде дома 11 по улице Циолковского в городе Рязани, где жил Герой, открыта мемориальная доска[5].
- Мемориальная доска в память об Андрианове установлена Российским военно-историческим обществом на здании гимназии № 2 в Рязани, где он учился.

## Сочинения
- Андрианов И. Ф. Летай выше, сынок. — 2008.[6]
- Андрианов И. Ф. Атакую ведущего! — Московский рабочий, 1983. — 41 с.